# خيبر الجنوب
خيبر الجنوب إحدى مراكز محافظة خميس مشيط. تقع في شمال المحافظة على مسافة 80 كيلاً، ويقطنها 10624 نسمة. وبها من الدوائر الحكومية: دفاع مدني، محكمة، بلدية، مركز هيئة، شرطة، مكتب بريد، مكتب تربية بنين، ومكتب تربية بنات.